# 施师点
施师点（1124年—1192年），字圣与，信州宜兴县（今江西省上饶市）人，一说信州玉山县（今江西省玉山县）人。南宋大臣，宋孝宗时参知政事。
施师点少年好学能文，十岁通六经，二十岁入太学，每试均在前列。宋高宗绍兴二十七年（1157年）以舍选奉廷对解褐。调福州教授，未赴任，丁内艰，服除，为临安府教授。宋孝宗乾道初年，以临安教授赐对。乾道八年（1172年）以兼权礼部侍郎，除给事中，兼太子詹事。乾道九年（1173年）假翰林学士、知制诰兼侍读，出使金朝，执礼不辱使命。淳熙十年（1183年），担任端明殿学士、签书枢密院事。淳熙十一年（1184年），拜参知政事兼同知枢密院事。淳熙十三年（1186年），权提举国史院《国史会要》。淳熙十五年（1188年），以资政殿大学士知泉州。宋光宗绍熙二年（1191年）施师点知隆兴府、江西安抚使。绍熙三年（1192年），施师点卒，赠金紫光禄大夫，谥正宪。著有《易说》四卷，今佚。《史识》五卷、《东宫讲议》五卷及文集、奏议数十卷。

## 延伸阅读
[在维基数据编辑]
 《宋史/卷385》，出自脱脱《宋史》